# Sebastian Janata

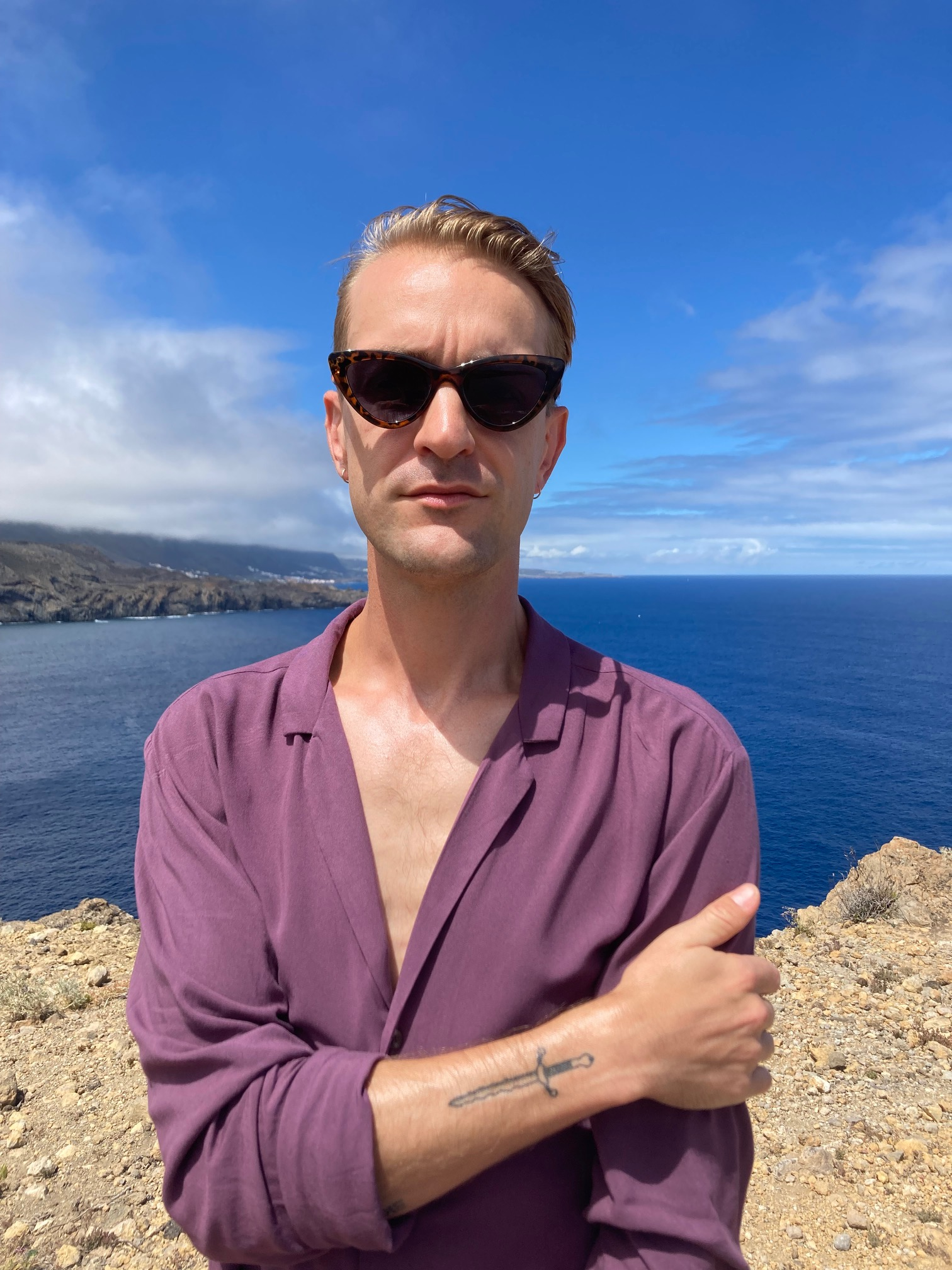
Sebastian Janata (2021)

Sebastian Janata (* 1988 in Eisenstadt) ist ein österreichischer Musiker, Autor und Produzent. Er lebt und arbeitet in Berlin und Wien.

## Leben und Wirken

### Kindheit und Ausbildung
Sebastian Janata wuchs in Burgenland und Wien auf. Obwohl er seine musikalischen Fähigkeiten zum größten Teil autodidaktisch erlernte, besuchte er unter anderem das Haydn-Konservatorium in Eisenstadt. Die Gymnasialausbildung brach er ein Jahr vor der Matura ab. Sein Vater ist Herbert Janata, Kopf der Austropop-Gruppe Worried Men Skiffle Group.

### Ja, Panik
2006 wurde Janata Mitglied bei der Gruppe Ja, Panik. 2009 zog er zusammen mit den anderen Mitgliedern der Gruppe nach Berlin. Die Notwendigkeit der Herstellung von individuellem Band-Merchandise veranlasste Janata und Stefan Pabst dazu, eigene, von der Gruppe selbst geschneiderte und individuelle Kleidungsstücke zu fertigen: das Mode- und Handwerkslabel Jein, Ganik wurde 2012 gegründet.

### Tätigkeit als Produzent undWorried Man & Worried Boy
2015 gründete Janata zusammen mit seinem Vater Herbert Janata die Band Worried Man & Worried Boy. Die beiden nahmen zusammen mit dem Wiener Sänger Der Nino aus Wien den Song Der schönste Mann von Wien auf und veröffentlichten ihn als erste Single-Auskopplung. Der von Janata produzierte Song wurde ein kommerzieller Erfolg. Anfang des Jahres 2016 gründete Janata die Firma Worried Boy Productions. Im Sommer 2016 veröffentlichte der Sänger Voodoo Jürgens den von Janata produzierten Song Heite grob ma Tote aus. Die Single erreichte Platz 1 der Radio FM4 Charts; das Album Ansa Woar, auf dem der Song zu finden ist, stieg auf Platz 1 der Albumcharts in Österreich ein. Im Herbst 2016 veröffentlichte die Band ihr zweites Album unter dem Titel Ruhig Bleiben, ebenfalls von Sebastian Janata produziert.

### Roman
2020 erschien Janatas Roman Die Ambassadorin beim Rowohlt Verlag. Der Spiegel schrieb darüber: „Sebastian Janata aktualisiert das Prinzip Heimatroman, indem er auf die Verklärung, die das Genre so oft prägt, völlig verzichtet und stattdessen mit gesunder Respektlosigkeit und erstaunlicher Sprachmacht Schellen verteilt; an Nationalismus, Patriarchat und toxische Männlichkeit.“

## Buchveröffentlichung
- Die Ambassadorin. Roman. Rowohlt Hundert Augen, Hamburg 2020, ISBN 978-3-498-09203-0.